# TBV 08 Thum
TBV 08 Thum was een Duitse voetbalclub uit Thum, Saksen.

## Geschiedenis
In 1908 werden in Thum de voetbalclubs Vigilant en Sportlust opgericht. Beide team fuseerden in 1913 tot Thumer BV 08. De club sloot zich aan bij de Midden-Duitse voetbalbond en ging vanaf 1913 in de competitie van het Ertsgebergte spelen. In 1914/15 werd de competitie stopgezet wegens de uitbraak van de Eerste Wereldoorlog. Op dat moment stond de club aan de leiding van de rangschikking met vijf gewonnen wedstrijden. 
Na de oorlog werd de club overgeheveld naar de competitie van het Opper-Ertsgebergte, die wel maar als tweede klasse fungeerde onder de Kreisliga Mittelsachsen. Nadat de Kreisliga in 1923 afgevoerd werd werd de tweede klasse opgewaardeerd tot hoogste klasse als Gauliga. De club eindigde meestal in de middenmoot tot een degradatie volgde in 1931. De club kon na één seizoen terugkeren, maar eindigde in 1933 opnieuw laatste. Hierna werd de competitie geherstructureerd. De Midden-Duitse bond werd ontbonden en de vele competities werden vervangen door de Gauliga Mitte en Gauliga Sachsen. De clubs uit het Opper-Ertsgebergte werden te licht bevonden voor de Gauliga Sachsen. De competitie ging verder als 1. Kreisklasse Obererzgebirge (derde klasse). Het is niet bekend of de club zich wel voor de Bezirksklasse plaatste, maar gezien de laatste plaats van Thum in de stand lijkt die kan klein. Over de verdere resultaten tot aan de Tweede Wereldoorlog is niets bekend. 
De Arbeiterturnverein Thum, die in 1907 opgericht werd, begon in 1924 ook met een voetbalsectie onder de naam Fortuna Thum en sloot zich later bij de BV 08 aan. 
Na de oorlog werden alle Duitse voetbalclubs ontbonden. De club werd heropgericht als Fortuna Thum. In 1948 werd de club een BSG en nam de naam BSG Wismut Thum aan. Van 1952 tot 1958 was de naam BSG Einheit Thum en vanaf dan BSG Lokomotive Thum.
Ondanks verscheidene titels in de Kreisklasse duurde het tot 1962 vooraleer de club naar de Bezirksklasse kon promoveren, de vijfde klasse en een jaar later de vierde klasse. Na vier seizoenen degradeerde de club weer. In de jaren zeventig ging de club nog een paar keer op en af tussen Bezirksklasse en Kreisklasse.
Na de Duitse hereniging werd de naam ESV Thum aangenomen en kort daarna weer de historische naam. Intussen is de club gefuseerd met Herolder SV tot ESV Eintracht Thum-Herold. 